# Sire Duncan McPicsou
Sire Duncan McPicsou (Sir Quackly McDuich en anglais) est un personnage de fiction de l'univers des canards crée pour les Studios Disney . Ce canard anthropomorphe est un des membres du clan McDuck, auquel appartient Balthazar Picsou.
Créé par l'auteur et dessinateur Carl Barks en 1948, Sire Duncan permet de relier Picsou à son passé écossais dès sa deuxième apparition dans Le Secret du vieux château. Dans La Jeunesse de Picsou, l'auteur et dessinateur Don Rosa l'utilise comme mentor du jeune Picsou.

## Biographie
Né en 1010 (ou 1004 selon les sources) en Écosse, le chevalier Duncan reçoit une cassette pleine d'or pour avoir défendu le roi Macbeth en 1057. Mais, il meurt la même année car, obsédé par cet or, il s'emmure accidentellement dans la cachette qu'il a aménagée. Ce trésor est retrouvé par Balthazar Picsou et ses neveux, lors de la seconde apparition de Picsou et la seule évocation par Barks de Sire Duncan dans Le Secret du vieux château en 1948. Ils y rencontrent également son supposé fantôme, invisible mais qui projette l'ombre d'un squelette.
Ce personnage apparaît à nouveau dans les années 1990 dans trois épisodes de La Jeunesse de Picsou, biographie dessinée de Balthazar Picsou par Don Rosa. Sans révéler son identité à Balthazar, il aide le dernier du clan à protéger le château dans  Le Dernier du Clan McPicsou (épisode 1) et Le Maître du Manoir McPicsou (n°5).
Dans sa dernière apparition, Le Milliardaire des landes perdues (n°9), il accueille le défunt Fergus McPicsou dans une scène finale inspirée de celle du film L'Aventure de madame Muir (1947).